# 青空一歩・三歩
青空 一歩・三歩（あおぞらいっぽ・さんぽ）は、漫才師。1978年に青空千夜・一夜に入門。応援団漫才、環境漫才等のネタを持つ。

## メンバー
- 青空一歩
  - 1953年生まれ
  - 東京都出身
  - 漫才協会理事
- 青空三歩
  - 1957年生まれ
  - 千葉県出身

## 経歴
- 1983年 - 第31回NHK新人漫才コンクール最優秀賞
- 1995年 − 真打昇進